# Стогний, Георгий Ефимович
Георгий Ефимович Стогний (1909 — 1980) — советский военачальник, участник Великой Отечественной войны, педагог. Начальник штаба КВО (1954—1956) и СГВ (1956—1962). Генерал-лейтенант танковых войск (08.08.1955).

## Биография
Родился 21 сентября 1909 года в городе Кременчуге Полтавской губернии.
В РККА с 1926 года. В 1929 году окончил Военную подготовительную школу. С 1931 году после окончания Закавказской пехотной школы, командовал взводом, ротой. С 1938 года после окончания Военной академии им. М. В. Фрунзе назначен помощником начальника, с 1940 года начальником Оперативного отделения штаба 36-й отдельной лёгкотанковой бригады.
С 1941 года начальник Оперативного отдела Управления Бронетанковых войск — Киевского особого военного округа и Юго-Западного фронта. С 1942 года — начальник штаба 14-й танковой бригады, заместитель командующего танковыми войсками 38-й армии, начальник штаба Автобронетанкового управления Юго-Восточного фронта. С 1942 по 1944 годы начальник штаба Бронетанковых и механизированных войск (БТиМВ) Южного фронта. С 1944 года генерал-майор танковых войск, начальник штаба БТиМВ 1-го Украинского фронта.
С 1945 по 1951 годы начальник штаба БТиМВ Центральной группы войск, старший преподаватель кафедры БТиМВ Высшей Военной академии им. К. Е. Ворошилова, начальник штаба БТиМВ Приволжского военного округа и начальник штаба БТиМВ Прикарпатского военного округа.
С 1951 года после окончания Высшей Военной академии им. К. Е. Ворошилова назначен начальником штаба 3-й гвардейской механизированной армии. С 1954 года назначен начальником штаба — первым заместителем командующего Киевского военного округа. В 1955 году произведён в генерал-лейтенанты танковых войск. С 1956 года начальник штаба — первый заместитель командующего Северной группы войск. С 1962 года в распоряжении Главнокомандующего Сухопутных войск. С 1964 года начальник кафедры общей тактики и оперативного искусства Киевского высшего артиллерийско-технического училища им. С. М. Кирова.
С 1968 года в отставке. Умер 15 августа 1980 года в Киеве.

## Награды
- Орден Ленина (19 ноября 1951)[1]
- четыре Ордена Красного Знамени (31 января 1943, 6 апреля 1945, 5 ноября 1946, 30 декабря 1956)
- Орден Суворова II степени (31 мая 1945)[2] — за умелое и мужественное руководство боевыми операциями и за достигнутые в результате этих операций успехи в боях с немецко-фашистскими захватчиками[3]
- Орден Кутузова II степени (11 августа 1944)[4]
- Орден Отечественной войны I степени (18 сентября 1943)
- два Ордена Красной Звезды (22 февраля 1942, 3 ноября 1944)

Медали
- «За оборону Сталинграда»[5]
- «За победу над Германией в ВОВ 1941-1945 гг.»[6]

Иностранные награды
- Медаль «В память 20-летия Словацкого восстания 1944 года»[7];

## Память
- На могиле установлен надгробный памятник.
- Имя воина увековечено в Главном Храме Вооружённых сил России, и навсегда запечатлено на мемориале «Дорога памяти»[8]